# Аттьят-Алла, Яхья
Яхья Аттият-Алла (фр. Yahia Attiyat Allah; араб. يحيى عطية الله‎; род. 2 марта 1995, Сафи) — марокканский футболист, защитник клуба «Сочи» и сборной Марокко.

## Клубная карьера
Аттият-Алла — воспитанник клуба «Олимпик Сафи». В 2014 году он дебютировал в чемпионате Марокко. В 2019 году перешёл в греческий клуб «Волос», где сыграл 8 матчей, из которых отметился 1 голом. В 2020 году перешел в «Видад».
8 февраля 2024 года перешёл в российский клуб «Сочи».
9 августа 2024 года перешёл в египетский клуб «Аль-Ахли» на правах аренды.

## Международная карьера
10 ноября 2022 года вызван в сборную Марокко на Чемпионат мира по футболу 2022. На турнире дебютировал в матче против сборной Хорватии, выйдя на замену на 60 минуте игры вместо Нуссаира Мазрауи.
10 декабря в матче с сборной Португалии отдал результативную голевую передачу, и помог команде выиграть 1-0.

## Достижения

### Командные
«Видад»
- Победитель чемпионата Марокко (2): 2020/2021, 2021/2022
- Победитель Лиги чемпионов КАФ: 2021/2022

### Награды
- Офицер Ордена Трона (2022)[3]